# Universitatea din Gdańsk
Universitatea din Gdańsk (poloneză Uniwersytet Gdański) este o universitate de stat situată în Gdańsk, Polonia. Este un important centru pentru studiul limbii cașube.

## Istoric
Universitatea din Gdańsk a fost înființată în anul 1970 prin unirea Școlii Superioare de Economie din Sopot (existentă din anul 1945) cu Colegiul de Educație din Gdańsk (format în anul 1946).

## Cooperare academică internațională
- Școala de Business din Copenhaga - Danemarca
- Universitatea Hiroshima - Japonia
- Universitatea Catolică din Leuven - Belgia
- Universitatea Lumière Lyon 2 - Franța
- Universitatea din Antwerp - Belgia
- Universitatea din Beira Interior - Portugalia
- Universitatea din Bremen - Germania
- Universitatea din Linköping - Suedia
- Universitatea din Messina - Italia
- Universitatea din Plymouth - Marea Britanie
- Universitatea din Rostock - Germania
- Universitatea din Turku - Finlanda
- Universitatea din Washington - Statele Unite ale Americii
- Universitatea "Sholokhov" din Moscova - Rusia

## Facultăți din cadrul universității
- Facultatea de Biologie
- Facultatea de Chimie
- Facultatea de Științe Economice
- Facultatea de Istorie
- Facultatea de Limbi

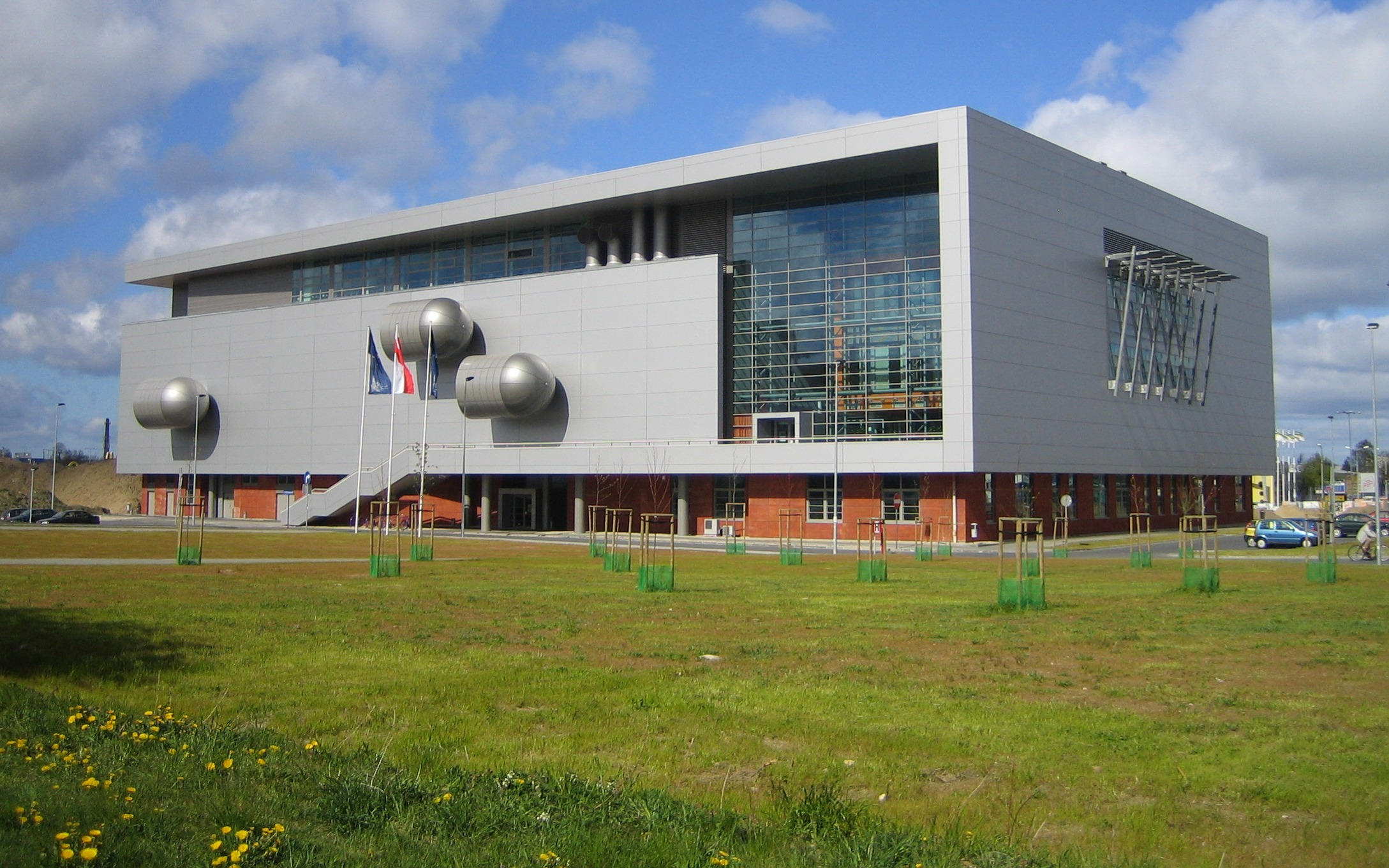
Biblioteca Universității din Gdańsk

- Facultatea de Drept și Administrație
- Facultatea de Management
- Facultatea de Matematică, Fizică și Informatică
- Facultatea de Oceanografie și Geografie
- Facultatea de Științe Sociale
- Facultatea de Biotehnologie

## Absolvenți notabili

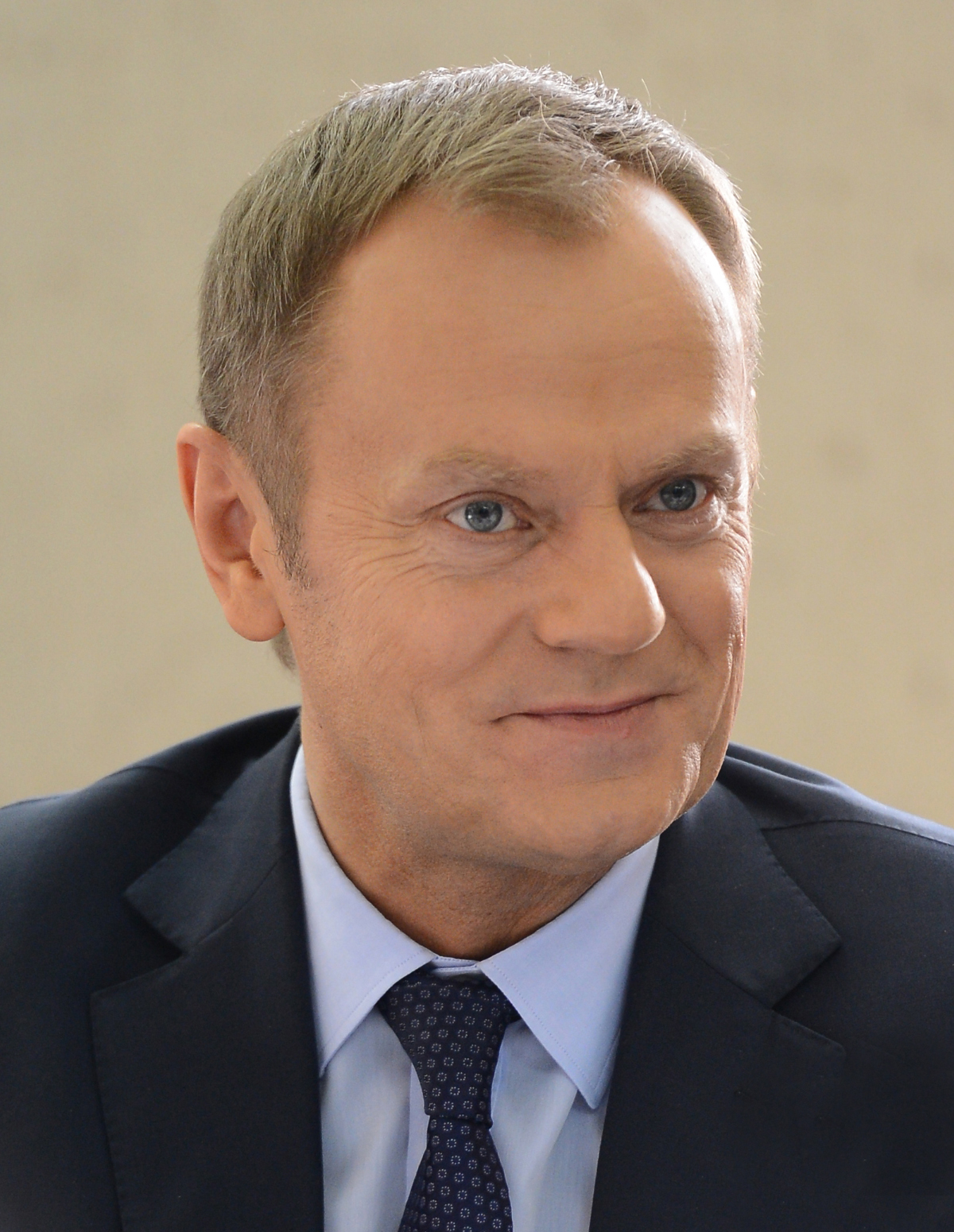
Donald Tusk

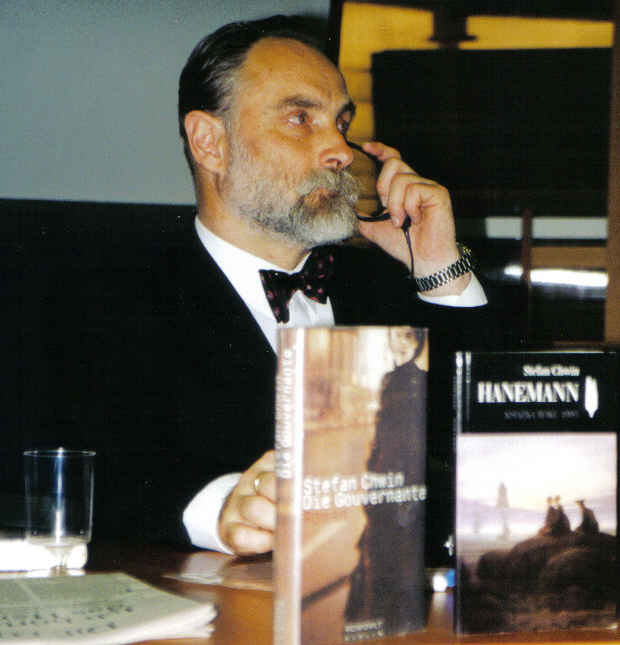
Stefan Chwin

### Politicieni
- Paweł Adamowicz
- Tadeusz Aziewicz
- Jan Krzysztof Bielecki
- Marek Biernacki
- Tadeusz Cymański
- Anna Fotyga
- Przemysław Gosiewski
- Aleksander Hall
- Janusz Kaczmarek
- Kazimierz Kleina
- Janusz Lewandowski
- Maciej Płażyński
- Wojciech Szczurek
- Aleksander Szczygło
- Donald Tusk

### Scriitori și oameni de știință
- Stefan Chwin
- Pawel Huelle
- Jerzy Samp

### Alții
- Adam Darski
- Wojciech Kasperski
- Aneta Kręglicka
- Jolanta Kwaśniewska
- Monika Pyrek